# Don Talbert
Don Larry Talbert (* 1. März 1939 in Louisville, Mississippi, USA) ist ein ehemaliger US-amerikanischer American-Football-Spieler. Er spielte als Offensive Tackle in der National Football League (NFL) bei den Dallas Cowboys, Atlanta Falcons und den New Orleans Saints.

## Spielerlaufbahn

### Collegekarriere
Don Talbert spielte bereits auf der High School American Football, betätigte sich daneben allerdings auch als Basketballspieler. Im Jahr 1959 erhielt er ein Stipendium von der University of Texas at Austin und spielte dort als Offensive Tackle für die Texas Longhorns. Im Jahr 1961 gewann er mit seiner Mannschaft die Meisterschaft in der Southern Conference. In diesem Jahr wurde er zudem in die Ligaauswahl und zum All American gewählt. Auch seine Brüder Charlie und Diron Talbert studierten an der University of Texas. Diron wurde nach dem Studium ein erfolgreicher Footballspieler. Er stand 14 Jahre in den Kadern der Los Angeles Rams und der Washington Redskins.

### Profikarriere
Im Jahr 1962 wurde Talbert von den in der AFL angesiedelten Houston Oilers in der 34. Runde an 261 Stelle gedraftet. Er schloss sich allerdings nicht der Mannschaft aus Houston an, sondern unterschrieb einen Vertrag bei den Dallas Cowboys, die in der Konkurrenzliga der AFL, der NFL, angesiedelt waren und ihn im Vorjahr in der achten Runde an 100 Stelle gedraftet hatten. Talbert hatte als Spieler der Offensive Line die Aufgabe die Quarterbacks Don Meredith und Eddie LeBaron zu schützen und dem eigenen Runningback den Weg in die gegnerische Endzone frei zu blocken.
Nach seinem Rookiejahr bei der von Tom Landry trainierten Mannschaft aus Dallas musste Talbert seine Laufbahn unterbrechen. Er diente als Leutnant in der Militärpolizei der Vereinigten Staaten im Vietnamkrieg. Im Jahr 1965 konnte Talbert seine Laufbahn fortsetzen. Nach diesem Jahr waren die Cowboys bereit ihn abzugeben. Die Atlanta Falcons, ein neugegründetes Team, zogen ihn in einer Ergänzungsdraft. Obwohl das spätere Mitglied der Pro Football Hall of Fame Norm Van Brocklin das Traineramt von Norb Hecker während der Saison 1968 übernommen hatte, blieben die Falcons erfolglos und gaben Talbert an die von Tom Fears trainierten New Orleans Saints ab. Für Talbert war dieser Wechsel allerdings nicht mit Erfolg verbunden, auch die Saints konnten sich nicht als Spitzenmannschaft etablieren. Im Jahr 1971 wechselte er zurück zu den Cowboys, die mit Spielern wie Rayfield Wright, Blaine Nye oder John Niland, über eine der besten Abwehrreihen der NFL verfügten. Sie setzten ihn überwiegend als Ersatzspieler ein um Quarterback Roger Staubach zu schützen und das Laufspiel der Runningbacks Calvin Hill und Duane Thomas zu unterstützen. Mit seiner alten Mannschaft gelang ihm 1971 dann auch sein größter Erfolg. Die Cowboys gewannen in der Regular Season elf von 14 Spielen und zogen damit in die Play-offs ein. Nach einem 14:3-Sieg über die San Francisco 49ers gelang seinem Team im Super Bowl VI gegen die von Don Shula trainierten Miami Dolphins ein 24:3-Sieg.
In den nächsten beiden Jahren wurde Talbert von den Cowboys nur im Practice Squad eingesetzt. 1974 wechselte er zu den Houston Texans/Shreveport Steamer in der World Football League. Er beendete nach der Saison seine Laufbahn. Im Jahr 1992 wurde er von seinem College in die University of Texas Hall of Honor aufgenommen.

## Nach der Karriere
Don Talbert wurde nach seiner Laufbahn ein erfolgreicher Geschäftsmann in Houston.

## Quelle
- Jens Plassmann: NFL – American Football. Das Spiel, die Stars, die Stories (= Rororo 9445 rororo Sport). Rowohlt, Reinbek bei Hamburg 1995, ISBN 3-499-19445-7.
- Peter Golenbock: Landry’s Boys: An Oral History of a Team and an Era, Triumph Books, 2005, ISBN 1-61749-954-4
- Brian Jensen, Troy Aikman: Where Have All Our Cowboys Gone, 2005, ISBN 1-4616-3611-6
- Georg Becnel: When the Saints Came Marching in, What the New Orleans NFL Franchise Did Wrong (and Sometimes Right) in Its Expansion Years , AuthorHouse, 2009, ISBN 1-4389-9187-8